# Mildred Milliea
Mildred Milliea, née en 1930 et morte en 2019, C.M., est une enseignante et une animatrice communautaire canadienne, originaire d'Elsipogtog, au Nouveau-Brunswick. Elle a créé de toutes pièces le programme d'enseignement en langue micmacque à Elsipogtog. Elle est faite membre de l'ordre du Canada en 1995.